# Balingasag (Misamis Oriental)
Balingasag (Filipino: Bayan ng Balingasag) ist eine philippinische Stadtgemeinde in der Provinz Misamis Oriental, Verwaltungsregion X, Northern Mindanao. Sie hat 67.059 Einwohner (Zensus 1. August 2015), die in 30 Barangays lebten. Sie wird als Gemeinde der zweiten Einkommensklasse auf den Philippinen und als urbanisiert eingestuft.
Balingasag liegt an der Küste der Mindanaosee, ca. 53 km nördlich von Cagayan de Oro entfernt und ist über die Küstenstraße erreichbar. Ihre Nachbargemeinden sind Lagonglong im Norden, Claveria im Osten, Jasaan im Süden.
Teile des Mount Balatukan Range Natural Parks liegen auf dem Gebiet der Gemeinde.

## Baranggays
| - Balagnan - Baliwagan - Barangay 1 - Barangay 2 - Barangay 3 - Barangay 4 - Barangay 5 - Barangay 6 - Binitinan - Blanco | - Calawag - Camuayan - Cogon - Dansuli - Dumarait - Hermano - Kibanban - Linabu - Linggangao - Mambayaan | - Mandangoa - Napaliran - Quezon - Rosario - Samay - San Francisco - San Isidro - San Juan - Talusan - Waterfall |

## Weblink
- Informationen der Philippine Statistics Authority über Balingasag